# Ригас Велестинлис
 Тази статия е за революционера.  За кръстената на него административна единица вижте Ригас Фереос (дем).  
Ригас Велестинлис или Ригас Фереос, известен и като Константинос Ригас (на гръцки: Ρήγας Βελεστινλής или Ρήγας Φεραίος или Κωνσταντίνος Ρήγας) е гръцки революционер, поет и национален герой от влашки произход, един от първите представители на новогръцкото просвещение и идеен предтеча на Филики Етерия.

## Биография
Ригас е роден в богато влашко семейство под името Константин Риза в малкото тесалийско градче Велестино, разположено на мястото на античния град Фере, на което той дължи и прякора си. Семейството му произхожда от село Периволи в Пинд. Учи в родния си град, а след това в Загора и в Амбелакия, след което преподава в село Кисос. На 20 години убива турски първенец и бяга в градчето Литохоро в подножието на Олимп, където става клефт в четата на чичо си Спирос Зирас.

### В Цариград, Молдова и Влашко
Около 1774 г. Ригас заминава за Света гора, където е подпомогнат от монаси във Ватопед, а оттам – за Цариград, където става секретар на фанариота Александрос Ипсилантис. Там учи френски и немски. Когато Ипсилантис е назначен за княз на Молдова през 1786 г., Ригас заминава с него за Яш, но след конфликт с Ипсилантис заминава за Букурещ, учи и впоследствие става секретар на влашкия княз Николас Маврогенис. При избухването на Руско-турската война през 1787 г. става инспектор на османските войски в Крайова. Там се запознава и сприятелява с османския офицер Осман Пазвантоглу, бъдещия бунтовен паша на Видин, на когото Ригас спасява живота от гнева на Маврогенис.
След като неговият патрон Маврогенис е обвинен за османското поражение и обезглавен, Ригас се връща в Букурещ и става драгоман на френския консул. По онова време Ригас пише прочутата гръцка версия на „Марсилезата“ – химна на Френската революция. Той е силно повлиян от идеите на европейското Просвещение и на Френската революция и смята, че е дошло време за национално самоопределение и на православното население на Балканите. Започва да установява контакти с църковни и емигрантски дейци за евентуално въстание на полуострова.

### Във Виена
Около 1793 г. Ригас заминава за Виена, столицата на Свещената Римска империя, където живее голяма гръцка колония. Във Виена се свързва с македонците от Сятища Братя Маркидис Пулиу и в тяхната печатница започва да печата вестник „Ефимерис“. Изработва и публикува своята прочута Велика карта (на бъдещата Гръцка република, обхващаща православните земи на Балканите), пише памфлети въз основа на основните документи на Френската революция като „Декларацията за правата на човека и гражданина“ и „Нова политическа конституция на жителите на Румелия, Анатолия, Егейските острови и княжествата Молдова и Влашко“.
Опитва се да стимулира развитието на балканския национализъм и да предизвика общо въстание срещу османското владичество. Превежда много западни творби на гръцки и пише стихотворения, издадени посмъртно в Яш през 1814 г. Последните творби на Ригас са „Революционен манифест“ и „Прокламация“, отпечатани в голям тираж. Сведенията за революционната му дейност са оскъдни – предимно от документите от разпитите му в австрийската полиция. Смята се, че не е успял да създаде единна революционна организация и дейността му е била ограничена до индивидуални контакти.

### Смърт
Ригас се свързва с Наполеон, по това време командващ френската революционна армия в Италия. Изпраща му кутийка за тютюн, направена от лаврово дърво от храма на Аполон, и тръгва към Италия, за да се срещне с него във Венеция.
Предаден от гръцкия търговец Димитриос Икономос Козанитис на 1 декември 1797 г., Ригас е арестуван от австрийските власти в Триест, книжата му са конфискувани и той е отведен във Виена. При ареста му той се опитва да се самоубие. Във Виена е разпитван и по споразумението между Австрия и Османската империя заедно със 7 негови другари – Евстратиос Аргенитис, Димитриос Николидис, Андониос Корониос, Йоанис Карадзас, Теохарис Турундзияс, Йоанис и Панайотис Емануил, е предаден на османския каймакам на Белград, където са затворени и мъчени.
От Белград Ригас е трябвало да бъде изпратен в Цариград на съд, но за да не бъдат спасени от приятеля му Осман Пазвантоглу по пътя, на 14 юни 1798 г. той и спътниците му са удушени и телата им са изхвърлени в Дунава. Последните думи на Ригас са: „Посях добро семе. Идва часът, когато страната ми ще ожъне славните му плодове.“

## Влияние
Ригас оказва силно влияние върху гръцкото (Филики Етерия) националноосвободително движение и въобще върху балканското Просвещение и местните националноосвободителни движения. Идеите му силно повлияват на българския революционер Георги Раковски и на много от творбите на Чинтулов.
Днес в Гърция Ригас е смятан за национален герой. Негова статуя се издига пред входа на Атинския университет. Статуя на Ригас има в Белград на улицата, която носи неговото име (ул. „Риге од Фере“).
Ригас е известен с репликата си „По-добре 1 час свободен живот, отколкото 40 г. робство и затвор“ („Καλλιώναι μίας ώρας ελεύθερη ζωή παρά σαράντα χρόνια σκλαβιά και φυλακή“).